# Prowincja Ascope
Prowincja Ascope (hiszp. Provincia de Ascope) – jedna z dwunastu prowincji, które tworzą region La Libertad w Peru.

## Podział administracyjny
Prowincja Ascope dzieli się na 8 dystryktów:
- Ascope
- Chicama
- Chocope
- Magdalena de Cao
- Paiján
- Rázuri
- Santiago de Cao
- Casa Grande